# Confessioni di un malandrino
Confessioni di un malandrino è un brano musicale cantato da Angelo Branduardi, contenuto nel suo secondo album La luna del 1975. Il testo è frutto di una parziale traduzione e adattamento dello slavista Renato Poggioli (su musica dello stesso Branduardi)  di una poesia del 1920 del poeta russo Sergej Esenin, intitolata Confessioni di un teppista (in russo Исповедь хулигана).
Il brano è stato ripubblicato nel 1980 nell'album Gulliver, la luna e altri disegni ed è contenuta nelle raccolte Collezione (1986), Confessioni di un malandrino. Il meglio di Angelo Branduardi (1991) in versione remixata, Best Of (1992), Confesiones de un malandrin (1993) cantata in spagnolo, Studio Collection (1998), The Platinum Collection (2005).
Caparezza, nel suo primo album ?!, inserisce un campionamento nel suo singolo La fitta sassaiola dell'ingiuria, il cui ritornello è un campionamento della strofa (la seconda metà della prima) che contiene anche il titolo poi scelto dal rapper pugliese. Alla fine del brano ne viene riproposta anche un'altra strofa.
Lo stesso titolo è ripreso nella biografia di Angelo Branduardi Confessioni di un malandrino. Autobiografia di un cantore del mondo, scritta da Angelo Branduardi e Fabio Zuffanti, pubblicata nel 2022.